# Престон (Ајова)
Престон (енгл. Preston) град је у америчкој савезној држави Ајова. По попису становништва из 2010. у њему је живело 1.012 становника.

## Демографија
Према попису становништва из 2010. у граду је живело 1.012 становника, што је 63 (6,6%) становника више него 2000. године.
| Група             | 2000.       | 2010.       |
| Белци             | 947 (99,8%) | 993 (98,1%) |
| Афроамериканци    | 0 (0,0%)    | 5 (0,5%)    |
| Азијати           | 0 (0,0%)    | 0 (0,0%)    |
| Хиспаноамериканци | 1 (0,1%)    | 6 (0,6%)    |
| Укупно            | 949         | 1.012       |